# 1952-es Formula–1 belga nagydíj
Az 1952-es Formula–1-es világbajnokság harmadik futama a belga nagydíj volt.

## Futam
A rajtrács első három pozícióját a Ferrarisok szerezték meg, Ascari-Farina-Taruffi sorrendben. A három Ferrari zavartalanul körözött az élen, amíg Taruffi a 13. körben balesetet nem szenvedett. Ezután már csak az Ascari-Farina páros autózott a mezőny előtt. Kettőjük közül Ascari bizonyult gyorsabbnak. A 36 körös verseny végére már két percet vert Farinára, és a verseny leggyorsabb körét is ő futotta meg.
| Helyezés | Rajtszám | Versenyző                     | Csapat/Motor          | Körök | Idő/kiesés oka | Rajthely | Pont |
| -------- | -------- | ----------------------------- | --------------------- | ----- | -------------- | -------- | ---- |
| 1        | 4        | Alberto Ascari                | Ferrari               | 36    | 3:03'46,3      | 1        | 9    |
| 2        | 2        | Nino Farina                   | Ferrari               | 36    | +1'55,2        | 2        | 6    |
| 3        | 14       | Robert Manzon                 | Gordini               | 36    | +4'28,4        | 4        | 4    |
| 4        | 8        | Mike Hawthorn                 | Cooper-Bristol        | 35    | +1 kör         | 6        | 3    |
| 5        | 28       | Paul Frère                    | HWM-Alta              | 34    | +2 kör         | 8        | 2    |
| 6        | 10       | Alan Brown                    | Cooper-Bristol        | 34    | +2 kör         | 9        |      |
| 7        | 34       | Charles de Tornaco            | Ferrari               | 33    | +3 kör         | 13       |      |
| 8        | 18       | Johnny Claes                  | Gordini               | 33    | +3 kör         | 19       |      |
| 9        | 12       | Eric Brandon                  | Cooper-Bristol        | 33    | +3 kör         | 12       |      |
| 10       | 20       | Prince Bira                   | Simca-Gordini-Gordini | 32    | +4 kör         | 18       |      |
| 11       | 24       | Lance Macklin                 | HWM-Alta              | 32    | +4 kör         | 14       |      |
| 12       | 30       | Roger Laurent                 | HWM-Alta              | 32    | +4 kör         | 20       |      |
| 13       | 38       | Arthur Legat                  | Veritas               | 31    | +5 kör         | 21       |      |
| 14       | 44       | Robert O’Brien                | Simca-Gordini-Gordini | 30    | +6 kör         | 22       |      |
| 15       | 42       | Tony Gaze                     | HWM-Alta              | 30    | +6 kör         | 16       |      |
| Ki       | 40       | Robin Montgomerie-Charrington | Aston Butterworth     | 17    | Motor          | 15       |      |
| Ki       | 6        | Piero Taruffi                 | Ferrari               | 13    | Baleset        | 3        |      |
| Ki       | 16       | Jean Behra                    | Gordini               | 13    | Baleset        | 5        |      |
| Ki       | 36       | Ken Wharton                   | Frazer-Nash-Bristol   | 10    | Kipördülés     | 7        |      |
| Ki       | 22       | Louis Rosier                  | Ferrari               | 6     | Erőátvitel     | 17       |      |
| Ki       | 26       | Peter Collins                 | HWM-Alta              | 3     | Féltengely     | 11       |      |
| Ki       | 32       | Stirling Moss                 | ERA-Bristol           | 0     | Motor          | 10       |      |

## Statisztikák
Vezető helyen: Jean Behra 1 kör (1), Alberto Ascari 35 kör (2-36).
- Alberto Ascari 3. győzelme, 1. mesterhármasa (pp, lk, gy)
- Ferrari 5. győzelme.
- Mike Hawthorn és Paul Frère első versenye.